# Cixius dentata
Cixius dentata är en insektsart som beskrevs av Tsaur 1991. Cixius dentata ingår i släktet Cixius och familjen kilstritar. Inga underarter finns listade i Catalogue of Life.